# Morti nel 1398
| Questa pagina contiene informazioni ricavate automaticamente dalle voci biografiche con l'ausilio del template Bio e di un bot. L'aggiornamento è periodico e automatico e ricostruisce completamente la pagina. Se manca una persona in questa lista, sei pregato di non aggiungerla, ma accertati piuttosto che la sua voce biografica contenga il template Bio e che i dati anagrafici siano correttamente compilati. Se il template Bio manca, inseriscilo tu stesso o, in alternativa, metti l'avviso {{tmp\|Bio}} che ne segnala la mancanza. Se i dati riportati sono sbagliati, correggi direttamente la voce biografica; le modifiche saranno visibili in questa lista entro pochi giorni. Per chiarimenti vedi il progetto biografie. La lista contiene solo le 33 persone che sono citate nell'enciclopedia e per le quali è stato implementato correttamente il template Bio. Pagina aggiornata al 10 ago 2025. |

- 6 gennaio - Roberto II del Palatinato, nobile (n. 1325)
- 17 gennaio - Paola Bianca Malatesta, nobildonna italiana (n. 1366)
- 21 gennaio - Federico V di Norimberga, nobile tedesco (n. 1333)
- 31 gennaio - Sukō, imperatore giapponese (n. 1334)
- 10 marzo - Biordo Michelotti, nobile e condottiero italiano (n. 1352)
- 14 marzo - Teodoro di Mark, conte (n. 1374)
- 5 giugno - Antoniotto Adorno, doge (n. 1340)
- 24 giugno - Hongwu, imperatore cinese (n. 1328)
- 6 luglio - Giovannino de' Grassi, pittore, scultore e architetto italiano
- 20 luglio - Ruggero Mortimer, IV conte di March, nobile britannico (n. 1374)
- 25 luglio - Antonio Montaldo, doge (n. 1368)
- 15 agosto - Adam Easton, cardinale inglese
- 10 settembre - Jacopo I Appiano, nobile, notaio e politico italiano
- 20 settembre - Giacomo I di Cipro, nobile cipriota (n. 1334)
- 4 ottobre - Jean de Neufchâtel, cardinale e vescovo cattolico francese
- 5 ottobre - Bianca di Navarra, regina francese (n. 1333)
- 31 ottobre - Giacomo da Campione, scultore e architetto italiano
- 14 novembre - Andrzej Jastrzębiec, vescovo cattolico e diplomatico polacco
- 1º dicembre - Ottone IV di Brunswick-Grubenhagen, principe
- 13 dicembre - Jean de Rochechouart, cardinale e arcivescovo cattolico francese
- Abu 'Amir 'Abd Allah, marocchino
- Demetrio Cidone, letterato, teologo e traduttore bizantino (n. 1320)
- Giovanni del Biondo, pittore italiano
- Ludovico I il Giusto, duca
- Spinetta II Malaspina, nobile italiano
- Matteo di Foix-Béarn, condottiero francese
- Guglielmo Raimondo III Moncada, nobile, politico e militare italiano
- Nicola III di Alessandria, arcivescovo ortodosso egiziano
- Niccolò Terzi il Vecchio, condottiero italiano (n. 1327)
- Enrico III Ventimiglia, nobile italiano
- Pasquino Cappelli, politico e umanista italiano
- Simone del Pozzo, religioso e vescovo cattolico italiano
- Giovanni I di Empúries, conte (n. 1338)